# Daniel Ciobotea
Daniel Ciobotea (Dobreşti, 22 juli 1951) is een Roemeens geestelijke en de zesde patriarch van de Roemeens-Orthodoxe Kerk.
Dan Ilie Ciobotea studeerde theologie in Sibiu en Boekarest. In 1979 promoveerde hij aan de universiteit van Straatsburg. Vervolgens werd hij docent (1980-1986) en adjunct-directeur (1986-1988) aan het oecumenisch instituut in Bossey.
In 1987 trad Ciobotea als monnik in in het klooster Sihăstria (district Neamț); hij nam vervolgens de religieuze naam Daniel aan. Op 14 augustus 1987 werd hij priester gewijd.
Op 20 maart 1990 werd Daniel gewijd als bisschop-vicaris van Timișoara. Slechts drie maanden later, op 7 juni 1990, werd hij benoemd tot metropoliet van Moldavië en Boekovina.
Op 12 september 2007 werd Daniel door de synode van de Roemeens-Orthodoxe Kerk gekozen als patriarch. Deze verkiezing was noodzakelijk geworden na het overlijden van patriarch Teoctist Arăpașu op 30 juli 2007.
Miron · Nicodim · Justinian · Justin · Teoctist · Daniel